# Робокоп (телесериал)
«Робокоп» (англ. RoboCop) — канадский телесериал 1994 года, основанный на франшизе «Робокоп». Роль Робокопа исполнил Ричард Иден.
Сериал был рассчитан в первую очередь на детскую и подростковую аудиторию, из-за чего в нём нет такого насилия, которое было отличительной чертой «Робокопа» (1987) и «Робокопа 2» (1990). Сериал игнорирует события фильма «Робокоп 3», а многие имена персонажей из фильмов были изменены. Председатель OCP и его корпорация показаны просто наивными и невежественными, в отличие от их злонамеренного и аморального поведения в фильмах.

## Производство
Права на «Робокопа» принадлежали Orion Pictures. В мае 1993 года компания получила 500 000 долларов от канадской компании Skyvision Entertainment за лицензирование франшизы для телевидения. Skyvision вела переговоры с Питером Уэллером, оригинальным Робокопом, но из этого ничего не вышло. Сериал был снят в Торонто и Миссиссоге. Первоначально дата выхода пилотной серии планировалась в январе 1994 года, спустя несколько месяцев после неудачного выхода фильма «Робокоп 3». Было сделано двадцать два эпизода. На второй сезон сериал не был продлён. Значительную роль в этом сыграли расходы. Согласно данным Skyvision каждый эпизод стоил от 1,2 до 1,5 млн долл.
Пилотная серия была двойной. Она представляла из себя адаптированный нереализованный первоначальный сценарий «Робокопа 2», от авторов оригинального «Робокопа», Эдварда Ноймайера и Майкла Майнера.
Из-за проблем с авторскими правами имена многих персонажей из оригинальных фильмов в сериале были изменены.

## В ролях

### Основные
- Ричард Иден — офицер Алекс Джеймс Мёрфи / Робокоп
- Иветт Нипар — офицер / детектив Лиза Мэдиган
- Блу Манкума — сержант Стэнли Паркс
- Андреа Рот — Диана Пауэрс
- Дэвид Гарднер — Председатель OCP
- Сара Кэмпбелл — Гаджет

### Второстепенные
- Эд Сэйхли — Чарли Липпенкотт
- Дэн Дюран — Бо Харлан
- Эрика Эм — Рокки Креншоу
- Патрик МакКенна — Умберто Ортега
- Дженнифер Гриффин — Нэнси Мёрфи
- Питер Костиган — Джеймс Дэниел «Джимми» Мёрфи
  - Джордан Хьюз — юный Джимми Мёрфи
- Мартин Милнер — Рассел Мёрфи
- Нонни Гриффин — Дороти Мёрфи
- Родди Пайпер — Текс Джонс

### Злодеи
- Джеймс Кидни — Уильям Рэй «Падфейс» Морган
- Клифф Де Янг — доктор Крей Зи Маллардо
- Джон Рубинштейн — Чип Чайкен
- Уэйн Робсон — «Коротышка»
- Дональд Бурда — Лео
- Хрант Альянак — Влад «Стич» Молотов
- Дэниел Кэш — Реджи Брага
- Бэрри Флэтмэн — Саймон Этуотер
- Крис Уиггинс — доктор Роджер Янг

## Список серий
| Серия | Название                                                      | Режиссёр        | Сценарист                      | Дата выхода      |
| --- | ------------------------------------------------------------- | --------------- | ------------------------------ | ---------------- |
| 12 | «Будущее охраны правопорядка» «The Future of Law Enforcement» | Пол Линч        | Майкл Майнер и Эдвард Ноймайер | 14 марта 1994    |
| Робокоп и офицер Мэдиган раскрывают заговор безумного гения и исполнительного директора OCP по разработке компьютера, связанного с мозгом человека, предназначенного для управления всем городом. |                                                               |                 |                                |                  |
| 3 | «Главный подозреваемый» «Prime Suspect»                       | Пол Шапиро      | Линкольн Кибби                 | 21 марта 1994    |
| Телевизионный проповедник Боб Такер был убит от оружия Робокопа, последний был арестован и помещён под суд. У Робокопа есть алиби, которое он отказывается разглашать, поэтому вот-вот будет деактивирован. |                                                               |                 |                                |                  |
| 4 | «Неприятности в Дельта-Сити» «Trouble in Delta City»          | Пол Линч        | Уильям Грей                    | 28 марта 1994    |
| OCP выпускает на рынок новый чудо-препарат, но тестирование показывает, что он действует на психику. Это приводит к многочисленным психотическим срывам и инцидентам насилия, в том числе у офицера Мэдиган. |                                                               |                 |                                |                  |
| 5 | «Пропавший без вести» «Officer Missing»                       | Пол Линч        | Роберт Хопкинс                 | 4 апреля 1994    |
| Почувствовав, что Председатель слишком сильно наслаждается достижениями OCP, Робокоп берёт его на экскурсию по старой части Детройта. Там Председатель видит своими глазами хаос и разрушения — последствия прихода большого бизнеса. В довершение всего группа странных пиратов терроризирует улицы, они нападают на Робокопа, и он ломается. Герои должны объединиться с родителями больного ребёнка, которому необходима пересадка лёгких. |                                                               |                 |                                |                  |
| 6 | «Что нельзя купить за деньги» «What Money Can’t Buy»          | Майкл Веджар    | Обри Соломон                   | 11 апреля 1994   |
| Больной мальчик, который был спасён из трущоб Старого Детройта, отчаянно нуждается в трансплантации лёгких. В последний момент его органы украдены ворами, которые продают их на чёрном рынке за большие деньги. Робокоп должен прикрыть нелегальную торговлю органами и вернуть органы мальчику, чтобы спасти его жизнь. |                                                               |                 |                                |                  |
| 7 | «Тень войны» «Ghosts of War»                                  | Алан Дж. Леви   | Джон Шепперд                   | 18 апреля 1994   |
| Группа наёмников начинает терроризировать Дельта-Сити, и Робокоп должен остановить их до того, как они совершат теракт. Однако это не обычная группа головорезов: они ассоциируют себя с личностями любимых супергероев из детства, чтобы скрыть свои травмы, оставленные войной. У Робокопа есть личный интерес, потому что он узнаёт в одном из участников группы своего друга детства.                                                     |                                                               |                 |                                |                  |
| 8 | «Зона № 5» «Zone Five»                                        | Тимоти Бонд     | Блаз Болан и Тед Харрис        | 25 апреля 1994   |
| OCP назначает инициативную группы для соседского дозора, чтобы решить продолжающуюся проблему с наркотиками. Наркоторговцы используют группу дозора в качестве прикрытия для своей работы. Робокоп должен разоблачить их, но обнаруживает, что его сын тоже был завербован. |                                                               |                 |                                |                  |
| 9 | «Поправка 22» «Provision 22»                                  | Алан Дж. Леви   | Роберт Гилмер                  | 6 мая 1994       |
| Робокоп потрясён, узнав, что его жена и сын живут на пособие. Они также участвуют в кампании протеста против «Поправки 22», которая мешает получателям пособий работать. Робокоп предпринимает шаги после того, как его жену арестовали, поскольку протестующие по закону подвергаются «промыванию мозгов» после задержания. |                                                               |                 |                                |                  |
| 10 | «Многоликие» «Faces of Eve»                                   | Пол Линч        | Джон Консидин                  | 9 мая 1994       |
| Новый чудо-продукт от OCP предлагает потребителям новые идентичности с помощью трансплантации генов. Ситуация быстро выходит из-под контроля, когда «Падфейс» Морган и его банда используют этот продукт, чтобы вырваться из тюрьмы и совершить убийство. |                                                               |                 |                                |                  |
| 11 | «Когда правосудие не работает» «When Justice Fails»           | Майкл Вежар     | Саймон Мунтнер                 | 16 мая 1994      |
| Робокоп и офицер Мэдиган спасают жизни четырёх астронавтов, при этом борясь против экстравагантного корпоративного рейдера, который ценит прибыль больше чем безопасность. |                                                               |                 |                                |                  |
| 12 | «Человеческий фактор» «The Human Factor»                      | Марио Аццопарди | Джон Консидин                  | 27 мая 1994      |
| Робокоп объединяется со своим ничего не подозревающим отцом, отставным полицейским капитаном, чтобы остановить безумного террориста от атаки на OCP, которая может закончиться ядерным Армагеддоном. |                                                               |                 |                                |                  |
| 13 | «Преступление изнутри» «Inside Crime»                         | Майкл Вежар     | Уильям Грей                    | 1 июня 1994      |
| «Падфейс» Морган получает популярность в новом «реалити»-шоу OCP о похождениях преступников, но изуродованный маньяк планирует отомстить Робокопу в прямом эфире. |                                                               |                 |                                |                  |
| 14 | «Робокоп против Капитана Кэша» «RoboCop vs Commander Cash»    | Аллан Истман    | Памела Хики и Деннис Маккой    | 15 июня 1994     |
| Дети устраивают беспорядки и кражи по всему городу, тогда как Робокоп сталкивается со свои самым грозным противником, психом, который считает, что он — живая версия супергероя OCP Капитана Кэша. |                                                               |                 |                                |                  |
| 15 | «Иллюзии» «Illusions»                                         | Тимоти Бонд     | Роберт Хопкинс                 | 15 июня 1994     |
| Робокоп охраняет Председателя OCP от таинственного наёмного убийцы, в то время как Мэдиган попадает под чары красивого молодого фокусника, который может оказаться убийцей. |                                                               |                 |                                |                  |
| 16 | «Железный человек» «The Tin Man»                              | Аллан Истман    | Памела Хики и Деннис Маккой    | 22 июня 1994     |
| Грузовики с мороженым и фургоны общественного питания ведут войну банд за контроль над незаконными азартными играми. Гаджет впадает в зависимость от лотерей, а Робокопа преследует прошлое в виде бывшего напарника, ставшего бандитом. |                                                               |                 |                                |                  |
| 17 | «Сёстры-соучастницы» «Sisters in Crime»                       | Марио Аццопарди | Дайан К. Шах                   | 29 июня 1994     |
| Радикальные феминистки похищают Председателя OCP из-за его сексистских взглядов. На деле же за похитительницами стоит Чип Чайкен и его подруга писательница-феминистка, которые вместе хотят разорить OCP. |                                                               |                 |                                |                  |
| 18 | «Сердцеед» «Heartbreakers»                                    | Майкл Вежар     | Элисон Ли Бинджемен            | 5 июля 1994      |
| Липпенкотт попадает в виртуальную реальность и влюбляется в Диану Пауэрс, а Робокопа шантажом заставляют украсть секретное оружие, которое может буквально разбивать сердца. |                                                               |                 |                                |                  |
| 19 | «День матери» «Mother’s Day»                                  | Аллан Истман    | Джон Шепперд                   | 12 сентября 1994 |
| Гаджет — предмет борьбы за право опеки. Она покидает сержанта, чтобы воссоединиться со своей настоящей матерью. Робокоп подозревает, что женщина является частью заговора российского преступного босса Влада «Стича» Молотова и Нади. |                                                               |                 |                                |                  |
| 20 | «Нано» «Nano»                                                 | Уильям Грейнти  | Мэри Кроуфорд и Алан Темплтон  | 19 сентября 1994 |
| Во время ареста очередного вора, детектив Мэдиган была серьёзно ранена и парализована. Робокоп расследует дело преступника, использующего наноботы для контроля над механикой и электроникой. |                                                               |                 |                                |                  |
| 21 | «Корпоративные налётчики» «Corporate Raiders»                 | Т.Дж. Скотт     | Памела Хики и Деннис Маккой    | 7 ноября 1994    |
| В городе антикорпоративные беспорядки. Робокоп и офицер Мэдиган должны арестовать бывшего террориста, но у коррумпированного профсоюзного лидера и его секретарши другие планы на этот счёт. |                                                               |                 |                                |                  |
| 22 | «Без одной минуты полночь» «Midnight Minus One»               | Дж. Майлз Дейл  | Мэри Кроуфорд и Алан Темплтон  | 14 ноября 1994   |
| Робокоп и офицер Мэдиган должны успеть доказать, что убийца невиновен, прежде чем он будет казнён перед миллионами зрителей на популярном шоу. |                                                               |                 |                                |                  |
| 23 | «Общественные враги» «Public Enemies»                         | Майкл Вежар     | Уильям Грей                    | 21 ноября 1994   |
| Робокоп должен спасти президента и первого джентльмена от покушения на убийство, задуманного доктором Маллардо, Чипом Чайкеном и «Падфэйсом» Морганом. |                                                               |                 |                                |                  |

## Домашнее видео
Первые пять серий были выпущены на VHS в 1995 году. Серии также были выпущены в Японии на Laserdisc. К ним относятся «Главный подозреваемый», «Неприятности в Дельта-Сити» и «Пропавший без вести». В Германии и Италии первая двойная серия «Будущее охраны правопорядка» была выпущена как отдельный фильм на VHS и DVD под названием «Робокоп 4: Закон и порядок».
В 2021 году Rallie LLC, дочерняя компания партнёра по совместному производству Rigel Entertainment, приобрела права на шоу у владельца интеллектуальной собственности Robocop MGM. Одновременно с этой продажей Ралли обновил все 21 эпизод, а также двойной пилотный эпизод и подписал контракты с потоковым сервисом Tubi, а также с домашней медиа-компанией Liberation Hall, чтобы выпустить эти обновлённые серии для потоковой передачи и DVD и Blu-ray соответственно.
Полный сериал, включающий пилотный эпизод, доступен на Amazon Instant Video (только для Великобритании).
| Название выпуска            | Количество дисков | Первый регион (Alliance Home Entertainment) | Второй регион (Contender Home Entertainment, Rubber Duck Entertainment) | Четвёртый регион (Madman Entertainment) | Примечания |
| --------------------------- | ----------------- | ------------------------------------------- | ----------------------------------------------------------------------- | --------------------------------------- | --- |
| RoboCop the Complete Series | 6                 | 27 июля 2010 (Только в Канаде)              | 20 марта 2006 Переиздание 24 июля 2006 23 октября 2006                  | 25 июля 2006                            | Синопсис эпизода, профили актёров, от кино до маленького экрана, история Робокопа, забавные факты и информация, оружие, машина, костюм. |

## Саундтрек
| №                   | Название                   | Автор(ы)                            | Исполнитель                                       | Длительность |
| ------------------- | -------------------------- | ----------------------------------- | ------------------------------------------------- | ------------ |
| 1.                  | «A Future to This Life»    | Jack Lenz; Kevin Gillis             | Joe Walsh (feat. Lita Ford)                       | 3:34         |
| 2.                  | «Guilty of the Crime»      | Jerry Lynn Williams; Frankie Miller | Joe Walsh (with Frankie Miller and Nicky Hopkins) | 3:24         |
| 3.                  | «Fire & Brimstone»         | Link Wray                           | Joe Walsh                                         | 4:47         |
| 4.                  | «Chutes and Ladders»       | John David                          | Dave Edmunds                                      | 4:06         |
| 5.                  | «Flannel Jacket»           | Kevin D. Sepe; E.J. Warger          | E.J. Waters                                       | 3:52         |
| 6.                  | «We Gotta Get You A Woman» | Todd Rundgren                       | Todd Rundgren                                     | 3:08         |
| 7.                  | «I Only Have Eyes for You» | Harry Warren; Al Dubin              | The Flamingos                                     | 3:23         |
| 8.                  | «Stuff Ya Gotta Watch»     | Sissle; Battles; Ram; Meredith      | The Band                                          | 2:49         |
| 9.                  | «In A Gadda Da Vida»       | Doug Ingle                          | Iron Butterfly                                    | 2:53         |
| 10.                 | «Shake Your Booty»         | H.W. Casey; R. Finch                | KC and the Sunshine Band                          | 3:07         |
| 11.                 | «RoboCop Overture»         | John Stroll; Kevin Gillis           | Delta City Orchestra                              | 1:49         |
| Общая длительность: | Общая длительность:        | Общая длительность:                 | Общая длительность:                               | 36:58        |